# Acis longifolia
Acis longifolia J.Gay ex M.Roem. – gatunek rośliny z rodziny amarylkowatych, występujący paleoendemicznie na Korsyce. Roślina ta najczęściej spotykana jest w północno-zachodniej części wyspy, chociaż jej zasięg rozciąga się również na jej część centralną i północną, łącznie z Cap Corse.

## Morfologia
Wieloletnie, niewielkie rośliny zielne, geofity cebulowe. Cebula jajowata, o średnicy ok. 1,25 cm, z cienką, jasnobrązową okrywą. Liście od 2 do 3, nitkowate, bardzo smukłe, zgięte łukowato w dół, długości 15–30 cm. Kwiaty pojedyncze lub zebrane do 3 w kwiatostan, wyrastający na bardzo smukłym głąbiku, długości 7,5-15 cm, wsparty dwiema równowąskimi podsadkami. Okwiat dzwonkowaty, biały. Listki okwiatu długości 0,6–0,8 cm, odwrotnie lancetowate. Pręciki długości 0,3 cm.

## Biologia
SiedliskoGatunek wykazuje silną plastyczność ekologiczną. Występuje głównie na obszarach wilgotnych, w cieniu wychodni skalnych w lasach, otwartej makii, zbiorowiskach roślinnych zdominowanych przez czystek i na łąkach. Najczęściej kojarzony jest z gatunkami śmiałka goździkowa, Asterolinom linum-stellatum, drżączka większa, prosienicznik gładki, rolnica pospolita i lepnica francuska, w zbiorowiskach roślinnych charakteryzowanych przez Brachypodium retusum, Erica arborea, Genista corsica i Teucrium marum.
GenetykaLiczba chromosomów 2n = 16.

## Zagrożenie i ochrona
Gatunek ten jest ujęty w Czerwonej księdze gatunków zagrożonych IUCN jako najmniejszej troski, ponieważ jest szeroko rozpowszechniony, a jego populacje są stabilne i nie narażone na poważne zagrożenia. Jednak ze względu na jego ograniczony zasięg występowania, status gatunku powinien być monitorowany, z uwagi na potencjalny negatywny wpływ rozwoju turystyki na jego siedliska. We Francji sklasyfikowany jako bliski zagrożenia i podlega ochronie.

## Systematyka
Pozycja systematycznaGatunek z rodzaju Acis z plemienia Galantheae, podrodziny amarylkowych Amaryllidoideae z rodziny amarylkowatych Amaryllidaceae.